# Costa Rica i olympiska sommarspelen 1988
Costa Rica deltog i de olympiska sommarspelen 1988 med en trupp bestående av 15 deltagare, och totalt tog landet ett silver.

## Boxning
- Humberto Aranda

## Friidrott
Herrarnas maraton
- Ronald Lanzoni — 2:23,45 (→ 40:e plats)
- Juan Amores — 2:24,49 (→ 45:e plats)
- Luis López — 2:32,43 (→ 68:e plats)

## Judo
- Henry Núñez Nájera